# NeWS
NeWS est un système de fenêtrage conçu par James Gosling (qui a contribué à Java) et introduit par Sun Microsystems à la fin des années 1980 qui n'a pas connu de succès mais mérite attention par son avance
technique.
NeWS signifie Network extensible Window System, qui décrit ses principales caractéristiques : capable de fonctionner entre plusieurs machines et permettant des extensions du serveur d’affichage.
Son extensibilité et la qualité de son modèle d'imagerie tiennent au fait que NeWS est fondé sur l'utilisation d'une version maison de PostScript étendue pour inclure un système évènementiel et supporter la programmation objet. Chaque canevas inscriptible sur l'écran était un device PostScript dont le contour est
déterminé par son clippath. Le système est de forme multitâche coopérative de sorte que plusieurs applications clientes peuvent interagir avec le serveur.
Il ne faut pas confondre NeWS avec Display PostScript d'Adobe qui est une initiative contemporaine de NeWS à l'amibition plus limitée mais est encore utilisé à ce jour.

L'extensibilité du serveur due à l'utilisation de PostScript permettait de diminuer la latence des interactions et de minimiser l'utilisation de la bande passante. Ainsi le réaffichage d'une fenêtre peut être une opération n'impliquant pas le client et donc n'occasionnant pas de trafic réseau.
NeWS a été un échec, d'une part parce qu'il était un peu lent sur les machines Sun3 et Sun4 de l'époque, et surtout parce que ce logiciel n'a pas été diffusé librement, au contraire de X11. Sun n'a pas su créer ou voulu acheter à Adobe des polices de caractères vectorielles décentes, ni fournir une interface infixé à PostScript. D'autre part une coalition a proposé comme compétiteur le système de fenêtrage X originaire du Massachusetts Institute of Technology (MIT). Sun a essayé de lutter en proposant un serveur supportant à la fois NeWS et X, mais sans succès. X est encore la norme sur les machines Unix aujourd'hui malgré ses multiples défauts.